# Kaniewskaja
Kaniewskaja (ros. Каневская) – stanica w Rosji, w Kraju Krasnodarskim, ośrodek administracyjny rejonu kaniewskiego. W 2010 liczyła 44 386 mieszkańców.

## Urodzeni
- Jewgienij Tiszczenko